# Saint-Germé
Saint-Germé település Franciaországban, Gers megyében. Lakosainak száma 509 fő (2022. január 1.). Saint-Germé Barcelonne-du-Gers, Caumont, Corneillan, Gée-Rivière, Lelin-Lapujolle, Saint-Mont és Tarsac községekkel határos.

## Népesség
A település népessége az elmúlt években az alábbi módon változott:
| Lakosok száma | 508  | 488  | 471  | 486  | 482  | 490  | 500  | 499  | 498  | 509  |
|               | 1968 | 1982 | 1990 | 2006 | 2013 | 2015 | 2017 | 2019 | 2020 | 2022 |